# Alt-Wartburg
Alt-Wartburg est un château-fort aujourd'hui en ruine, situé sur le territoire de la commune argovienne d'Oftringen, en Suisse.

## Histoire
Le château a été construit peu avant l'an 1200 sur l'autorisation des seigneurs d'Ifenthal, il est cité pour la première fois en 1201. Sa construction, de même que celle plus tardive de la forteresse voisine de Neu-Wartburg, avec probablement pour but de permettre à la famille d'Ifenthal de se défaire du lien de vassalité qui les liaient aux seigneurs de Frobourg. La construction du bâtiment s'étendit tout au long du XIIIe siècle pour se terminer en 1325.
Au cours du XIVe, le château devint la propriété de la famille de Büttikon, qui le vendit en 1379 à la famille Hallwyl. En 1415, lors de l'invasion bernoise, les deux bâtiments furent pillés et incendiés. Si la forteresse de Neu-Wartburg fut reconstruite, Alt-Wartburg resta à l'état de ruine.
Le château, toujours en ruine, a été fouillé et restauré entre 1966 et 1967. Il est inscrit comme bien culturel d'importance nationale.

## Source
- (de) Cet article est partiellement ou en totalité issu de l’article de Wikipédia en allemand intitulé « Alt-Wartburg » (voir la liste des auteurs).